# Neumarkt (Moers)
Der Moerser Neumarkt ist mit dem Kastellplatz einer der großen Plätze in der Moerser Innenstadt. Er hat einen langen trapezförmigen Grundriss und ist seitlich von Geschäftshäusern eingefasst. An der südlichen Seite, über der Neustraße befindet sich das Peschkenhaus, gegenüber der Stadtkirche. Alte Rathaus befindet sich an der Nordseite des Platzes.
Die Fläche des heutigen Neumarktes war früher Teil eines Rheinarmes, an dessen Ufer vor über 900 Jahren eine Siedlung entstand, aus der die heutige Stadt Moers hervorging.
Fast direkt südlich schließt sich der Kastellplatz an, welcher von Restaurants, dem Alten Landratsamt, dem Weißen Haus und dem Terheydenhaus, nahe dem Moerser Schloss umgeben ist.

## Geschichte

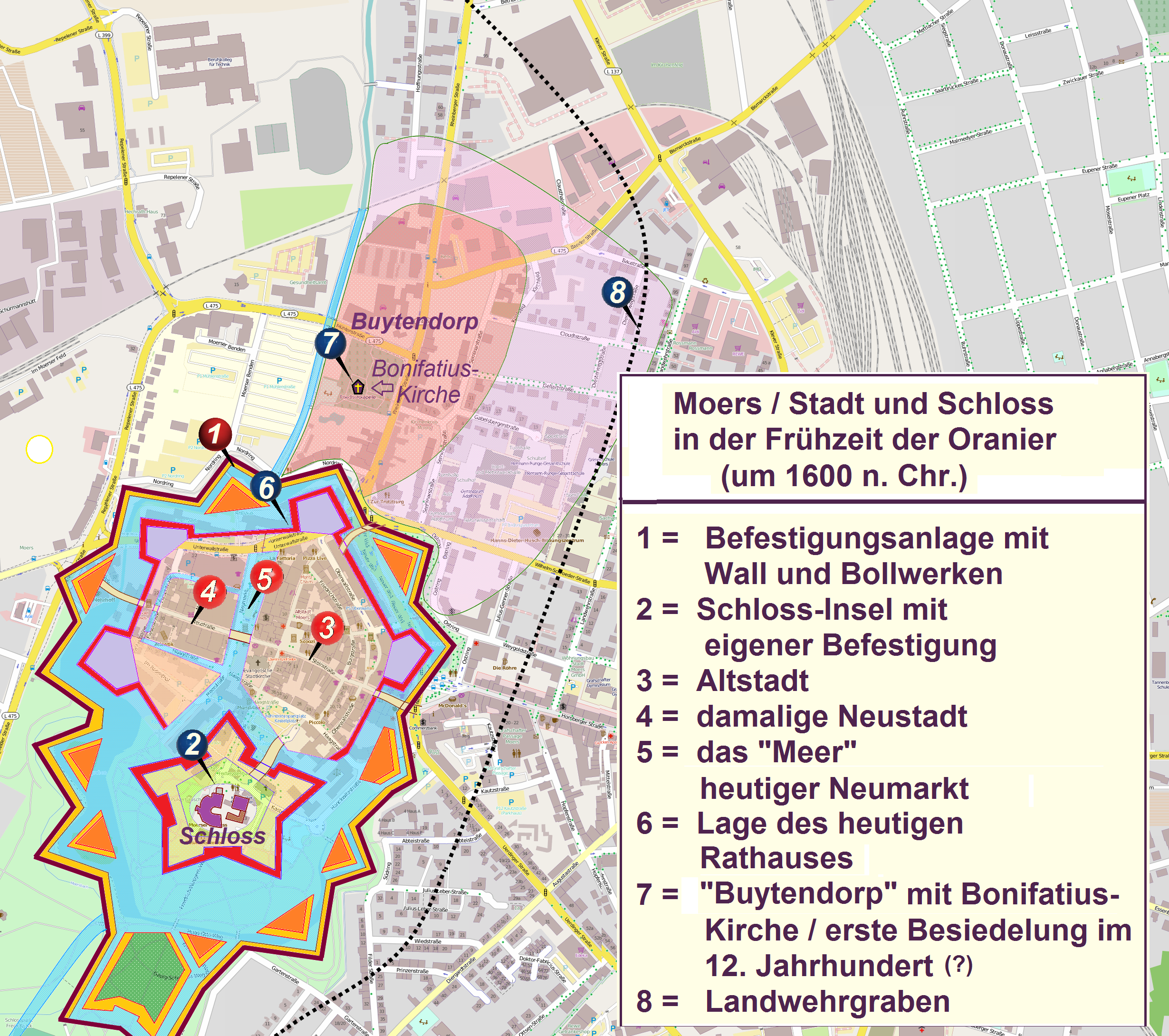
Moers altniederländische Festung nach 1600 – Skizze über die heutige Siedlungsstruktur gelegt (nach Boschheidgen 1917 / sogenannter Blaeu-Plan)

Stadtplan von Moers, Mercator 1591

An der Stelle des Neumarktes lag im Mittelalter das „Meer“, der zu einem breiten Graben aufgestauten Moersbaches, der die Altstadt und Neustadt trennte. Außer den Wassergräben schützten eine Mauer und ein Torturm am Ende der Steinstraße die Altstadt, Mauer und Türme die Neustadt. Eine Brücke verband die beiden Teile der Stadt.
Durch den Bau der neuen Befestigung durch Moritz von Oranien (1567–1625) von 1601 bis 1620, der das Schloss und die Stadt in einer sternförmigen Wall- und Grabenanlage zusammenfasste, verlor das Meer seine Bedeutung. Es wurde zwischen 1614 und 1639 zum Teil verfüllt.
1664 wurde der mittlere Teil des Stadtgrabens zwischen Neustraße und Niederstraße überwölbt. Damit war der Anfang zur Anlage des Neumarkts gemacht. Die Neustraße reichte jetzt bis an das „Meertor“, das höchste und einzig übriggebliebene der mittelalterlichen Stadttore.
Mit Uhr und Glocke von 1617 (heute im Grafschafter Museum im Moerser Schloss) wurde es zum Turm des um 1610 neu entstandenen Rathauses an der Steinstraße und er war bis zu seinem Abriss im Jahre 1907 das Wahrzeichen der Stadt.
An der Neustraße stand das Gebäude der neuen Waage von 1674 (die Waage befindet sich heute im Grafschafter Museum im Moerser Schloss). Um 1700 wurde der neue Markt Lindenplatz genannt und im 19. Jahrhundert um die Gärten an der Nordseite vergrößert.
Zum Jubiläum der 200-jährigen Zugehörigkeit zu Preußen stifteten die Bürger 1902 ein Denkmal für Friedrich I (1657–1713). In seiner Regierungszeit wurde Moers preußisch. Aus diesem Anlass besuchte Kaiser Wilhelm II. Moers. Das Herrscherstandbild entwarf der Düsseldorfer Bildhauer Heinrich Baucke.
1913 sollte der zum Wall hin noch recht ländlich wirkende Platz städtebaulich aufgewertet werden: mit einem Rathaus am Nordende und angrenzenden Geschäfts- und Wohnhäusern. Der Erste Weltkrieg verhinderte die Realisierung, erst 1954 wurde dort ein neues Rathaus, heute das Alte Rathaus genannt, eingeweiht.
Von 1914 bis 1963 führte die Strecke der Straßenbahnlinien Moers–Homberg und Krefeld–Moers direkt am Neumarkt vorbei
und bis 1968 die Oberleitungsbuslinien:
Rheinhausen–Vluyn, Ruhrort–Kamp und Ruhrort–Ossenberg.
Der Neumarkt war bis zur Umgestaltung der Neu- und der Steinstraße in einer Fußgängerzone und der Verlegung des Linien- und des Autoverkehrs über den „Königlichen Hof“ und dem neuerbauten „Neuen Wall“ in den 1970er Jahren, ein Verkehrsknotenpunkt.

## Veranstaltungen
Am und um den Neumarkt finden verschiedene Veranstaltungen statt. Zweimal wöchentlich (dienstags und freitags) findet dort ein Wochenmarkt statt.
Auch die Moerser Kirmes, die jedes Jahr am 1. Septemberwochenende stattfindet, die sich vom Friedrich-Ebert-Platz über die Homberger Straße und Steinstraße und zum Kastellplatz erstreckt, nutzt auch den Neumarkt mit.